# Barakaldo
Barakaldo (spanyolul Baracaldo, baszkul Barakaldo) város Észak-Spanyolországban, Baszkföldön, Bilbao vonzáskörzetében. 

## Népessége
| Lakosok száma | 96 421 | 94 967 | 96 412 | 98 460 | 100 369 | 100 080 | 100 313 | 100 881 | 100 535 | 101 984 |
|               | 2001   | 2004   | 2007   | 2009   | 2012    | 2014    | 2017    | 2019    | 2022    | 2024    |

## Nevezetes szülöttei
- Serafín Aedo (1908–1988), focista
- Javier Clemente (* 1950), focista és edző
- Asier del Horno (* 1981), focista
- Unai Expósito (* 1980), focista
- Héctor González (* 1986), sportoló
- Iñaki Lafuente (* 1976), focista
- David López (* 1981), sportoló
- Isidro Nozal (* 1977), sportoló
- Josep Lluís Núñez (* 1931),
- Jacinto Quincoces (1905–1997), focista, a Valenciai Pelota Szövetség korábbi elnöke
- Agustín Sauto Arana (1908–1986), focista
- Edmundo Suárez Trabanco (1916–1978), focista

## Fordítás
- Ez a szócikk részben vagy egészben  a   Baracaldo című spanyol Wikipédia-szócikk fordításán alapul.  Az eredeti cikk szerkesztőit annak laptörténete sorolja fel. Ez a jelzés csupán a megfogalmazás eredetét és a szerzői jogokat jelzi, nem szolgál a cikkben szereplő információk forrásmegjelöléseként.